# Masten Gregory
Masten Gregory (Kansas City, Missouri, 1932. február 29. – Porto Ercole, Olaszország, 1985. november 8.) volt amerikai autóversenyző, Formula–1-es pilóta.

## Pályafutása
Kisgyermek volt, amikor édesapja meghalt, és az ő örökségéből vásárolta első autóját 19 évesen. 21 éves koráig ugyan hivatalosan nem juthatott hozzá ehhez a pénzhez, de addig is egy rokonának versenycsapatában edződött, majd 18 évesen megnősült, így elérve, hogy idő előtt felvehesse a hagyatékot. Rendkívül gyenge látása miatt erős szemüvegeket kellett viselnie. Már a harmadik viadalán győzni tudott, és sikeresen szerepelt a továbbiakban is különböző amerikai futamokon. Ekkor kapta a “Kansas Villáma” becenevet. Eredményeinek köszönhetően 1953-ban meghívták a nagy presztízsű “Buenos Aires 1000 km” elnevezésű sportautó-versenyre, amely első külföldi viadala volt.
Hazájában és Európában is próbált feltűnést kelteni, de az áttörésre 1957-ig várnia kellett: ekkor az 1000 kilométeres Buenos Aires-i verseny megnyerésével felhívta magára a figyelmet. A Formula–1-ben 1957-ben, Monacóban debütált egy Maserati 250F volánjánál és a harmadik helyen intették le. Németországban és a pescarai versenyen 4-4 lett és hatodikként végzett a világbajnokságon. Első éve után a Ferrari is megkereste őt, ám a kevés versenyzési lehetőséget biztosító szerződésajánlatra végül nemet mondott. 1958-ban is Maseratival versenyzett, kevésbé sikeresen. Ezután váltott, és a következő években Cooper, Porsche, Lotus, Lola és BRM autókkal indult. 1959-ben a Cooper harmadik számú versenyzője lett Jack Brabham és Bruce McLaren mellett.A Holland Nagydíjon a rajtnál Bonnier állt az élre, de Gregory a harmadik sorból indulva a második helyre jött fel, majd a következő körben átvette a vezetést. A következő 12 körben vezetett, de váltóproblémája miatt Bonnier, majd Brabham is visszaelőzte. Moss a negyedik Behra és Gregory megelőzése után az élen haladókhoz kezdett közeledni, majd megszerezte a vezetést is. A brit váltóhiba miatt kiesett, így Bonnier megszerezte a BRM első győzelmét. Brabham második, Gregory harmadik, a debütáló Innes Ireland a Lotusban negyedik lett. A Portugál Nagydíjon második helyen ért célba és az összetett bajnokságban 9. lett.
Ezek után legközelebb 1962-ben szerzett pontot. A UDT Laystall Racing Team pilótájaként az amerikai nagydíjon a 6. helyen ért célba. Az 1965-ös olasz nagydíj volt karrierje utolsó Formula–1-es versenye.
1965-ben az osztrák Jochen Rindttel és az amerikai Ed Hugussal megnyerték a Le Mans-i 24 órás versenyt. 1965-ig 38 Nagydíjon vett részt, ezután sportkocsiversenyeken indult. Barátja, a svéd Jo Bonnier 1972-ben, LeMans-ban bekövetkezett halála miatt befejezte versenyzői pályafutását. Amszterdamban telepedett le, és gyémántkereskedő lett. 53 éves korában, 1985. november 8-án szívinfarktusban hunyt el az olaszországi Porto Ercole-ben.

## Eredményei

### Teljes Formula–1-es eredménysorozata
(Táblázat értelmezése)

(Félkövér:pole pozícióból indult 

Dőlt: leggyorsabb kört futott) 

| Év   | Csapat                   | 1       | 2       | 3      | 4       | 5      | 6       | 7       | 8      | 9      | 10     | 11    | Helyezés | Pont |
| ---- | ------------------------ | ------- | ------- | ------ | ------- | ------ | ------- | ------- | ------ | ------ | ------ | ----- | -------- | ---- |
| 1957 | Scuderia Centro Sud      | ARG     | MON 3   | 500    | FRA     | GBR    | GER 8   | PES 4   | ITA 4  |        |        |       | 6.       | 10   |
| 1958 | Scuderia Centro Sud      | ARG DNA | MON     |        |         | BEL ki | FRA     |         |        |        | ITA 4* |       | NC       | 0    |
| 1958 | H.H. Gould               |         |         | NED ki | 500     |        |         |         |        |        |        |       | NC       | 0    |
| 1958 | Owen Racing Organisation |         |         |        |         |        |         | GBR DNA | GER    | POR    |        |       | NC       | 0    |
| 1958 | Temple Buell             |         |         |        |         |        |         |         |        |        |        | MOR 6 | NC       | 0    |
| 1959 | Cooper                   | MON ki  | 500     | NED 3  | FRA ki  | GBR 7  | GER ki  | POR 2   | ITA    | USA    |        |       | 8.       | 10   |
| 1960 | Camoradi International   | ARG 12  |         |        |         |        |         |         |        |        |        |       | NC       | 0    |
| 1960 | Scuderia Centro Sud      |         | MON DNQ | 500    | NED DNS | BEL    | FRA 9   | GBR 14  | POR 9  | ITA    | USA    |       | NC       | 0    |
| 1961 | Camoradi International   | MON DNQ | NED DNS | BEL 10 | FRA 12  | GBR 11 | GER DNA |         |        |        |        |       | NC       | 0    |
| 1961 | UDT Laystall Racing Team |         |         |        |         |        |         | ITA ki  | USA ki |        |        |       | NC       | 0    |
| 1962 | UDT Laystall Racing Team | NED ki  | MON DNQ | BEL ki | FRA ki  | GBR 7  | GER     | ITA 12  | USA 6  | RSA    |        |       | 18.      | 1    |
| 1963 | Tim Parnell              | MON     | BEL     | NED    | FRA ki  |        |         | ITA ki  |        |        |        |       | NC       | 0    |
| 1963 | Reg Parnell Racing       |         |         |        |         | GBR 11 | GER     |         | USA ki | MEX ki | RSA    |       | NC       | 0    |
| 1965 | Scuderia Centro Sud      | RSA     | MON     | BEL ki | FRA     | GBR 12 | NED     | GER 8   | ITA ki | USA    | MEX    |       | NC       | 0    |

### Le Mans-i 24 órás autóverseny
| Év   | Osztály | Autó                                       | Csapat                     | Csapattárs(ak)        | Oszt. hely. |
| ---- | ------- | ------------------------------------------ | -------------------------- | --------------------- | ----------- |
| 1955 | S 3.0   | Ferrari 750 Monza Ferrari 3.0L I4          | Mike Sparken               | Mike Sparken          | Kiesett     |
| 1957 | S 5000  | Jaguar D-Type Jaguar 3.8L I6               | J.D. Hamilton              | Duncan Hamilton       | 6.          |
| 1958 | S 3000  | Jaguar D-Type Jaguar 3.0L I6               | Ecurie Ecosse              | Jack Fairman          | Kiesett     |
| 1959 | S 3.0   | Jaguar D-Type Modified Jaguar 3.0L I6      | Ecurie Ecosse              | Innes Ireland         | Kiesett     |
| 1960 | S 3.0   | Maserati Tipo 61 Birdcage Maserati 2.9L I4 | Camoradi USA               | Chuck Daigh           | Kiesett     |
| 1961 | S 2.0   | Porsche718/4 RS Spyder Porsche 2.0L Flat-4 | Porsche System Engineering | Bob Holbert           | 5.          |
| 1962 | GT 3.0  | Ferrari 250 GTO Ferrari 3.0L V12           | UDT / Laystall Racing Team | Innes Ireland         | Kiesett     |
| 1963 | GT 3.0  | Ferrari 250 GTO LMB Ferrari 3.0L V12       | North American Racing Team | David Piper           | 6.          |
| 1964 | P 5.0   | Ford GT40 Mk.I Ford 4.2L V8                | Ford Motor Company         | Richie Ginther        | Kiesett     |
| 1965 | P 5.0   | Ferrari 250LM Ferrari 3.3L V12             | North American Racing Team | Ed Hugus Jochen Rindt | 1.          |
| 1966 | P 5.0   | Ferrari 365 P2 Ferrari 4.4L V12            | North American Racing Team | Bob Bondurant         | Kiesett     |
| 1968 | S 5.0   | Ferrari 250LM Ferrari 3.3L V12             | North American Racing Team | Charlie Kolb          | Kiesett     |
| 1969 | S 5.0   | Lola T70 Mk.IIIB Chevrolet 5.0L V8         | Scuderia Filipinett        | Joakim Bonnier        | Kiesett     |
| 1970 | P 3.0   | Alfa Romeo T33/3 Alfa Romeo 3.0L V8        | Autodelta SpA              | Toine Hezemans        | Kiesett     |
| 1971 | S 5.0   | Ferrari 512S Spyder Ferrari 5.0L V12       | North American Racing Team | George Eaton          | Kiesett     |
| 1972 | GT 5.0  | Ferrari 365 GTB/4 Ferrari 4.4L V12         | North American Racing Team | Luigi Chinetti Jr.    | Kiesett     |